# جويل ريفيرا
جويل ريفيرا (بالإنجليزية: Joel Rivera)‏ هو سياسي أمريكي، ولد في 24 أكتوبر 1978. حزبياً، نشط في الحزب الديمقراطي.